# Vandredue
Vandreduen (latin: Ectopistes migratorius), også kaldet amerikansk vandredue, var en dueart som levede i det østlige Nordamerika som den mest talrige af alle fuglearter. Man regner med, at bestanden havde en størrelse på mellem 3 og 5 milliarder individer. De første europæere som bosatte sig i Nordamerika skrev ofte om de enorme flokke af vandreduer, som kunne formørke himlen i dagevis. Det sidste individ døde i fangenskab i Cincinnati zoologiske have den 1. september 1914.
Vandreduen var en trækfugl, der overvintrede i den sydlige del af Nordamerika. Den levede nomadisk og indrettede sig efter, hvor der det enkelte år var et stort fødegrundlag i form af olden. Kolonierne, der typisk dækkede et område på 80 km² og omfattede millioner af fugle, flyttede sig derfor fra år til år.

## De sidste vilde individer
Den sidste autentiske observation af den vilde vandredue blev gjort nær Sargents, Pike County, Ohio den 22. marts 1900. Selvom der efterfølgende har været mange rapporterede observationer i den første halvdel af det 20. århundrede, er ingen af dem blevet bekræftet. Fra 1909 til 1912 blev der udlovet en præmie for et levende eksemplar, men det faktum at dusøren aldrig blev krævet indikerer, at vandreduen med høj sandsynlighed var forsvundet i naturen.  

## Årsag til uddøen
Det har været svært at finde den præcise årsag til vandreduens uddøen. Men de vigtigste årsager var sandsynligvis menneskets jagt og forsvinden af artens levesteder, de store egeskove. Virussygdommen Newcastle disease kan også have spillet en rolle. Desuden var der til sidst ikke individer nok til, at arten kunne leve socialt i store kolonier, og den kunne derfor ikke længere formere sig.